# Alekhsandre Abašeli
Alekhsandre Abašeli (27. srpna 1884, Kutaisi, Gruzie – 27. září 1954, Tbilisi) byl gruzínský básník a prozaik.

## Život
Narodil se V Gruzii v rolnické rodině. Pro účast v revoluci v roce 1905 byl zatčen a strávil několik let ve vyhnanství na severu Ruska. Když se v roce 1908 vrátil zpět do Gruzie, začal psát pro místní tisk nejdříve v ruštině a následně v gruzínštině. Přímá nepřátelství vůči sovětskému režimu zavedeného v Gruzii v roce 1921 ponořil do svých básní, které byly charakterizovány s pocitem beznaděje, a zklamání v revolučních idejí svého mládí. Nicméně se postupně srovnával se sovětskými ideologiemi a byl spoluautorem textu hymny Gruzínské SSR, užívané v letech 1946–1990.
Abašeli je také znám jako autor první gruzínské sci-fi novely Žena v zrcadle (ქალი სარკეში, 1930). Několik jeho básní bylo Borisem Pasternakem přeloženo do ruštiny.